# Dr.-Sulzberger-Gymnasium
Das Staatliche Dr.-Sulzberger-Gymnasium Bad Salzungen (kurz Gym BaSa) ist ein 1886 gegründetes staatliches Gymnasium im thüringischen Bad Salzungen.

## Geschichte
Die Schule wurde 1886 als private Realschule gegründet. In den folgenden Jahren beteiligten sich Land und Stadt mehr und mehr an den Kosten der Schule, im Jahr 1929 wurde das erste Abitur abgelegt und die Stadt Bad Salzungen übernahm die vollen Kosten der Schule.
Während der DDR hieß die Schule Otto-Grotewohl-Schule (benannt nach Otto Grotewohl, dem ersten Ministerpräsidenten der DDR). Nach der Wiedervereinigung wurde die Schule als Staatliches Gymnasium Bad Salzungen mit 900 Schülern neu gegründet und im Jahr 1994 das erste Abitur nach Richtlinien der Kultusministerkonferenz durchgeführt.
Am 6. Oktober 2000 wurde die Schule zu Ehren des Ehepaares Johann Christian Sulzberger umbenannt zum Staatlichen Dr.-Sulzberger-Gymnasium Bad Salzungen.
Im Jahr 2006 wurde das Gymnasium aufgrund sinkender Schülerzahlen mit dem Herzog-Georg-Gymnasium Bad Liebenstein zusammengelegt.
Der Schulbetrieb verteilt sich aktuell auf zwei getrennte Gebäude, das Haus 1 (Klassenstufen 9 bis 12) in der Otto-Grotewohl-Straße 32 und das Haus 2 (Klassenstufen 5 bis 8) mit Aula in der Otto-Grotewohl-Straße 79.

## Lehrangebot
Das Dr.-Sulzberger-Gymnasium besteht aus den Klassenstufen 5 bis 12 und führt Schüler wie in Thüringen schon seit 1949 üblich in zwölf Jahren zum Abitur (siehe auch: Abitur nach der zwölften Jahrgangsstufe). Wie in vielen Schulen auf dem Gebiet der ehemaligen DDR ist es den Schülern möglich, neben den sonst im gymnasialen Bildungsgang üblichen Sprachen Französisch und Latein auch Russisch als zweite Fremdsprache zu wählen.
Das Gymnasium verfügt über einen Schwerpunkt im Bereich Wirtschaft. Zusätzlich zum Fach Wirtschaft und Recht, welches teilweise im Rahmen bilingualen Unterrichts auch in Englisch gelehrt wird, wird als Wahlpflichtunterricht das eigenständige Fach Wirtschaftspraxis angeboten. Im Rahmen dieses Unterrichts führen Schüler auf genossenschaftlicher Basis in Kooperation mit lokalen Unternehmen eine eigene Schülerfirma. Darüber hinaus nimmt die Schule regelmäßig mit mehreren Teams erfolgreich am Planspiel Börse teil.
Seit dem Schuljahr 2019/20 werden am Gymnasium ab der Klassenstufe 8 iPads für alle Schüler eingeführt.

## Auszeichnungen
- Das Dr.-Sulzberger-Gymnasium ist seit dem 28. August 2008 Mitglied im Netzwerk Schule ohne Rassismus – Schule mit Courage.[5] Schulpate im Rahmen des Projekts ist Dieter Althaus.

## Ehemalige Schüler
- Christian Hirte (* 1976), MdB für die Partei CDU
- Hendrik Heller (* 1986), Politiker (NPD)
- Christian Schaft (* 1991), Landtagsabgeordneter der Partei Die Linke (Wahlkreis Ilm-Kreis I)